# Une autre image
 (septembre 2018).
Une autre image est une maison d’édition associative française située à Saint-Ouen, en Seine-Saint-Denis. Fondée en 2001 par Boris Hurtel, rejoint en 2012 par Éric Nosal, Une autre image publie des projets de bande dessinée alternative.
La revue de bande dessinée Dérive urbaine est publiée par l'association depuis 2006.

## Présentation
Édités en noir et blanc, les premiers ouvrages d'Une autre image relèvent de l'esthétique du fanzine, aussi bien dans leur rapport collaboratif que dans des styles graphiques crus et underground liés à la scène française de la bande dessinée alternative des années 2000. 
À partir de 2013, la maison d'édition s'intéresse aux processus de contraintes artistiques volontaires en proposant, à partir de plans de Paris trouvés par hasard dans la rue, une ville imaginaire nommée Capitalia, dont les propriétés géographiques, architecturales, ou encore administratives, participent à encadrer les histoires de la revue. 
Dans la droite ligne de cette expérience, l'association a publié en 2018, Francette, avec la collaboration d’une trentaine d’auteurs. L’ouvrage collectif suit les traces de l’anonyme Françoise Tournier, entre éléments romancés et biographie, en prenant pour appui un carton de documents, lettres et photos, trouvé également dans la rue, au début des années 2000,.
La maison d'édition publie peu d'ouvrages, environ un tous les deux ans (le dernier datant de 2018)  car ses auteurs travaillent avec d'autres structures plus importantes telles que The Hoochie Coochie, L'Association, Les Requins Marteaux ou encore Atrabile.

## Publications

### Collection «Hors collection»
La collection « Hors collection » publie en priorité des auteurs ayant participé à la revue Dérive Urbaine dans des livres aux formats variés, formant une « non-collection » pourtant distincte du reste de la production de l'association.

### Collection «Tiré à part»
La collection « Tiré à part » réunit des écrivains proches des thèmes de la revue Dérive urbaine et des auteurs de bande dessinée ayant participé à cette revue, dans de courtes nouvelles publiées dans de petits formats presque carrés.

### Dérive urbaine

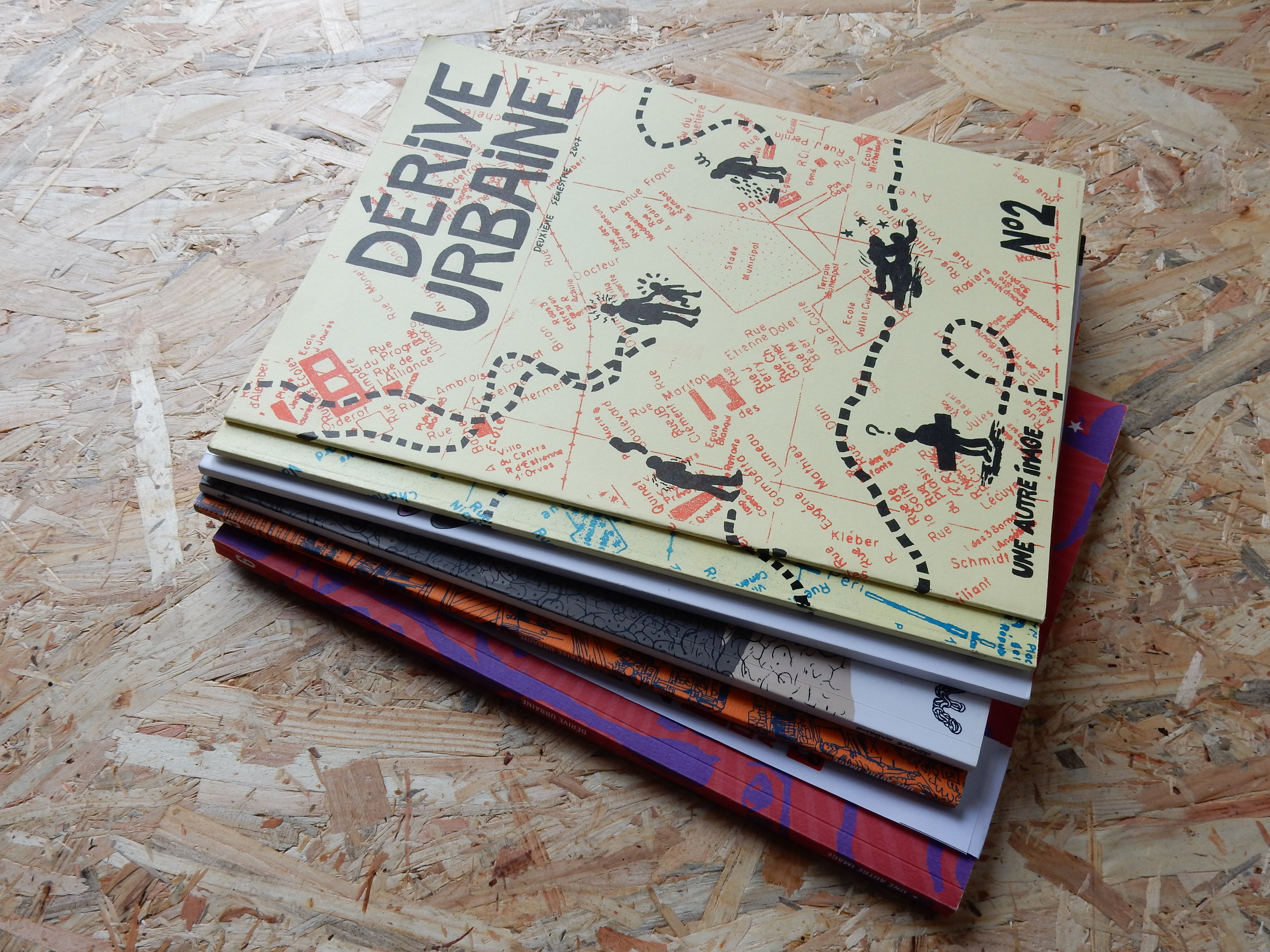
Pile des numéros 1 à 6 de la revue Dérive urbaine

Publiée depuis 2006 par Une autre image, la revue de bande dessinée alternative Dérive urbaine présente un format relativement constant d’un numéro à un autre. Le numéro 6 de la revue a reçu en 2015 le Prix de la bande dessinée alternative au Festival International de la bande dessinée d’Angoulême.
- Dérive urbaine #1, 2006, 48 p.: Dirty Ape, Céline Hermann, Bob Hurt, Lucie Périneau, François Rapet
- Dérive urbaine #2, 2007, 44 p.: Boris Hurtel
- Dérive urbaine #2 bis, 2008, 44 p.: Boris Hurtel
- Dérive urbaine #3, 2009, 60 p.: Boris Hurtel, Logoem, Martin Péronard, Guillaume Soulatges, Styrig, U235
- Dérive urbaine #4, 2010, 60 p.: Gautier Ducatez, Gaiihin, Boris Hurtel, Martin Péronard, Guillaume Soulatges, Lucas Taïeb, U235, Jacques Velay
- Dérive urbaine #5, 2013, 68 p: Lucie Castel, Yoann Constantin, Gautier Ducatez, Gabriel Dumoulin, Loïc Gaume, Boris Hurtel, Mattt Konture, Diego Miedo, Éric Nosal, Gaspard Pitiot, Sylvain de la Porte, Otto T, Jean-Michel Thiriet, Jacques Velay

- Dérive urbaine #6, 2015, 120 p.,: Lucie Castel, Yoann Constantin, Gautier Ducatez, Gabriel Dumoulin, Boris Hurtel, Lisa Lugrin, Alexandre de Moté, Éric Nosal, Nylso, Marie Saur, Guillaume Soulatges, Loïc Verdier.

- Francette, collectif Dérive urbaine, 2018, 288p : Louise Aleksiejew, Gérald Auclin, Alex Baladi, Martes Bathori, Amina Bouajila, Lucie Castel, Flor Chemin, Yoann Constantin, Manon Debaye, Margaux Dinam, Gautier Ducatez, Gabriel Dumoulin, Émilie Gleason,  Adrien Houillere, Boris Hurtel, Joko, Nina Lechartier, Violaine Leroy, Hugo Le Fur, Raphaelle Macaron, Manuel, Maurane Mazars, Antoine Medes, Éric Nosal, Saehan Park, Sylvain de la Porte, Iris Pouy, Éloïse Rey, Guillaume Soulatges et Lara Vallance.

### Documentation
- Frédéric Hojlo, « Contes névrotiques par Boris Hurtel », ActuaBD,‎ 10 janvier 2018 (lire en ligne, consulté le 16 avril 2019).